# Michael Wagner (Skispringer)
Michael Wagner (* 16. März 1981 in Coburg) ist ein ehemaliger deutscher Skispringer.

## Werdegang
Michael Wagner startete für den SK Berchtesgaden. In der Saison 1997/98 wurde er als zunächst 16-Jähriger in neun von 26 Weltcupspringen eingesetzt und galt zu dieser Zeit als eines der größten Skisprung-Talente Deutschlands. Schon in seinem ersten Springen in Lillehammer im November 1997 erreichte er den siebten Platz. Es schloss sich eine Platzierung auf der sechsten Position an. Nach zwei weniger erfolgreichen Springen in Engelberg erreichte er bei der Vierschanzentournee in Oberstdorf mit dem vierten Rang sein bestes Ergebnis. Es folgte eine vierte und letzte Top-Ten-Platzierung als Siebter in Garmisch-Partenkirchen. Beim dritten Springen in Innsbruck verpasste er den zweiten Durchgang, zum Abschluss in Bischofshofen wurde er 25. Im Gesamtweltcup erreichte er am Ende der Saison mit 176 Punkten den 33. Platz. Er nahm an den Juniorenweltmeisterschaften in St. Moritz teil, wo er mit Frank Löffler, Georg Späth und Stefan Pieper die Goldmedaille im Teamspringen gewann und im Einzel Vierter wurde. Bei den Olympischen Winterspielen 1998 in Nagano blieb Wagner nur Ersatzmann, weil er nicht mehr die Form der Springen zuvor hatte.
Nach dieser Saison konnte Wagner nicht mehr an die alten Erfolge anknüpfen und kam bis zu seinem Rücktritt 2002 nie wieder auf internationaler Ebene zum Einsatz. Zunächst ließ ihn ein Wachstumsschub den Anschluss verlieren, danach hatte er einen Kletterunfall, der zur Amputation des kleinen Fingers der rechten Hand führte.

## Statistik

### Weltcup-Platzierungen
| Saison  | Platz | Punkte |
| ------- | ----- | ------ |
| 1997/98 | 033.  | 176    |

### Continental-Cup-Platzierungen
| Saison  | Platz | Punkte |
| ------- | ----- | ------ |
| 1996/97 | 122.  | 068    |
| 1997/98 | 106.  | 095    |
| 1998/99 | 279.  | 004    |
| 1999/00 | 171.  | 095    |
| 2000/01 | 045.  | 183    |

## Auszeichnung
- Förderpreis Deutscher Jugendsport[1]